# Sebastian Janikowski
Sebastian Janikowski (ur. 2 marca 1978 w Wałbrzychu) – polski futbolista grający na pozycji kopacza. Uważany przez ekspertów za najsilniej kopiącego gracza w historii. W 2019, po 19 latach gry, zakończył sportową karierę. Był lewonożny.

## Dzieciństwo i kariera w szkole średniej
Syn Henryka (byłego piłkarza Górnika Wałbrzych) i Haliny Janikowskich. Jego ojciec wyemigrował do USA we wczesnych latach 80 w nadziei polepszenia bytu i znalezienia tam nowej drużyny piłkarskiej. Po roku rozwiódł się z żoną. Poślubił następnie Amerykankę i stał się pełnoprawnym obywatelem USA. Matka powróciła do Polski. 
Młody Sebastian mieszkał w rodzinnym Wałbrzychu i grał w piłkę w juniorach Górnika. W wieku 15 lat dostał nawet propozycję gry w reprezentacji Polski U-17 w piłce nożnej. W związku z tym, że jego ojciec miał amerykańskie obywatelstwo, mógł bez problemu wyemigrować do USA do ojca. Bardzo żałował rozstania z matką, która namawiała go do wyjazdu. Było to bardzo bolesne przeżycie dla młodego Sebastiana. Nie znał dobrze języka angielskiego. Chodził do chrześcijańskiej szkoły średniej na przedmieściach Orlando na Florydzie. Szybko nauczył się angielskiego dzięki oglądaniu telewizji. W pierwszym roku grał w 5 meczach w barwach piłkarskiej drużyny szkoły średniej strzelając aż 15 goli i dając awans jego drużynie do finału stanowego (przegrali w karnych 2:3). Następnie zamieszkał z ojcem oraz macochą w Orlando. Sebastian zaczął grać w juniorskiej drużynie piłkarskiej Orlando Lions (U-19), miał wtedy 18 lat. Drużyna juniorów była trenowana przez Angelo Rossiego (skouta z Seabreeze High School w Daytona Beach), który namawiał Sebastiana oraz ojca do przeniesienia się do Daytona Beach. Jego ojciec nie zgodził się na to, ale pomimo to Sebastian upierał się i przeprowadził się do rodziny Rossiego.

## Kariera w szkole średniej
Umiejętność silnego strzału nabyta przy uprawianiu piłki nożnej spowodowała, że w ostatniej klasie szkoły średniej (Seabreeze High School w Daytona Beach na Florydzie) został namówiony do spróbowania sił w futbolu amerykańskim na pozycji kopacza.
Nieposiadający niemal żadnego futbolowego doświadczenia, Janikowski wzbudził sensację już w drugim meczu sezonu przeciwko Spruce Creek (13 września 1996, wygrana 34-3) trafiając z 53 jardów i ustanawiając nowy rekord szkoły. Tydzień później, w meczu z Palatka High School (wygrana 17-7) zdobył gola z 60 jardów poprawiając rekord, który był tylko o 2 jardy krótszy od najlepszego wyniku w stanie.
W meczu z DeLand (4 października, wygrana 21-7) oddał niecelny strzał z 71 jardów (rekord stanu).
W sezonie regularnym Seabreeze Sandcrabs uzyskali wynik 9-1 zostając mistrzami dystryktu. W pierwszej rundzie playoffów regionalnych drużyna Janikowskiego, choć prowadziła przed czwartą kwartą 17-9, uległa na własnym boisku Merritt Island 17-31 (22 listopada, 3 punkty Polaka) i odpadła z rozgrywek.
Podczas jedynego futbolowego sezonu dla Seabreeze Janikowski trafił 9 z 15 field goli (4 z nich z ponad 50 jardów, skuteczność 60%) oraz wykonał bezbłędnie wszystkie 31 podwyższeń. Przez dziennik USA Today został wybrany do krajowej drużyny sezonu.
Dobre występy w szkolnym zespole, a także gole zdobywane z co najmniej 60 jardów i ponad 70-jardowe wykopy wykonywane na treningach spowodowały, że o Janikowskiego zaczęły zabiegać uznane uniwersytety chcące mieć go w składzie w nadchodzącym sezonie.
Odrzucając oferty m.in. Michigan, Miami oraz Tennessee, wybrał ostatecznie uczelnię Florida State.

## Kariera w NCAA
W 1997 dołączył do uniwersyteckiego zespołu Florida State Seminoles, w którym spędził 3 sezony. Występował tam z numerem 38.
Na początku pierwszego roku musiał dzielić obowiązki kopacza z innym debiutantem, późniejszym graczem NFL, Billem Gramátiką, który jednak szybko przegrał rywalizację z Polakiem i po kilku meczach odszedł z zespołu. Zakończył sezon jako lider zespołu w punktach (85) trafiając 16 field goali, w tym najdłuższy w historii drużyny, 56-jardowy (pobity o 4 jardy w 2007), przeciwko Wake Forest. Ze średnią 1,45 field goala/mecz zajął 6. miejsce w kraju. Został wybrany do drużyny debiutantów oraz do drugiego zespołu NCAA (All-American Second Team), a Florida State zajęła 3. miejsce w mistrzostwach NCAA (11 zwycięstw i jedna porażka).
W kolejnym roku ponownie został najskuteczniejszym zawodnikiem FSU (123 punkty) uzyskując drugi wynik w historii uniwersytetu (do wyrównania rekordu zabrakło mu 3 oczek). Trafił 27 field goali (najlepszy wynik w kraju, rekord szkoły i 4. wynik w historii NCAA) pudłując jedynie 5 strzałów. 53-jardowy gol dał mu wówczas 3. miejsce na szkolnej liście wszech czasów. Był liderem rozgrywek ze średnią 2,25 field goala/mecz. Jako pierwszy gracz w historii uczelni uznany najlepszym kopaczem w kraju (Lou Groza Award). Został również wybrany do uniwersyteckiej drużyny roku. Florida State zdobyła wicemistrzostwo NCAA przegrywając w finale z Tennessee 16-23.
W 1999 jeszcze raz został punktowym liderem drużyny (116). Trafił 23 field goale (ponownie najlepszy wynik w kraju), w tym 54-jardowego, drugiego co do długości w historii uczelni (rekord również należał do niego). Wybrano go po raz drugi (jako jedynego gracza w historii) najlepszym kopaczem roku, a także do krajowej drużyny sezonu. FSU wygrali wszystkie 12 meczów w sezonie i zdobyli uniwersyteckie mistrzostwo Stanów Zjednoczonych pokonując w decydującej rozgrywce Virginia Tech 46-29 (Polak zanotował 8 punktów).
W sumie podczas 3 sezonów w NCAA wystąpił w 37 meczach (oprócz spotkań sezonu regularnego zagrał w trzech meczach pokazowych i mistrzowskich, tzw. Bowl games) oraz ustanowił kilka rekordów FSU. Z 324 punktami zajmuje 4. miejsce na liście najskuteczniejszych graczy uczelni (miałby duże szanse zostać liderem rankingu, gdyby rozegrał pełne 4 sezony). Osiągnął najwyższy odsetek trafionych field goali w karierze (79.5%), a także największą liczbę punktów uzyskaną w sezonie przez kopacza (123). W meczu przeciwko North Carolina State (1999) uzyskał do dziś nie pobite 18 punktów trafiając 5-krotnie do bramki rywali (także rekord).
Statystyki Janikowskiego w NCAA
| Sezon           | Uczelnia        | Mecze | XP celne | XP oddane | XP skuteczność w % | FG celne | FG oddane | FG skuteczność w % | Najdłuższy celny kop w jardach | Punkty |
| --------------- | --------------- | ----- | -------- | --------- | ------------------ | -------- | --------- | ------------------ | ------------------------------ | ------ |
| 1997            | Florida State   | 11    | 37       | 40        | 92,5               | 16       | 21        | 76,2               | 56                             | 85     |
| 1998            | Florida State   | 12    | 42       | 43        | 97,7               | 27       | 32        | 84,4               | 53                             | 123    |
| 1999            | Florida State   | 11    | 47       | 47        | 100                | 23       | 30        | 76,7               | 54                             | 116    |
| ogółem 3 sezony | ogółem 3 sezony | 34    | 126      | 130       | 97,7               | 66       | 83        | 79,5               | 56                             | 324    |

Statystyki Janikowskiego w meczach posezonowych (Bowl games)
| Rok            | Mecz                              | XP celne | XP oddane | XP skuteczność w % | FG celne | FG oddane | FG skuteczność w % | Najdłuższy celny kop w jardach | Punkty |
| -------------- | --------------------------------- | -------- | --------- | ------------------ | -------- | --------- | ------------------ | ------------------------------ | ------ |
| 1998           | Sugar Bowl (Ohio State, 34-13)    | 4        | 4         | 100                | 1        | 3         | 33,3               | 35                             | 7      |
| 1999           | Fiesta Bowl (Tennessee, 16-23)    | 1        | 2         | 50,0               | 1        | 1         | 100                | 34                             | 4      |
| 2000           | Sugar Bowl (Virginia Tech, 46-29) | 5        | 5         | 100                | 1        | 1         | 100                | 32                             | 8      |
| ogółem 3 mecze | ogółem 3 mecze                    | 10       | 11        | 90,9               | 3        | 5         | 60,0               | 35                             | 19     |

Najdłuższe celne strzały Janikowskiego w NCAA (co najmniej 50 jardów):
- 56 jardów - Wake Forest (15 listopada 1997, wygrana 58-7)
- 54 jardy - Florida (20 listopada 1999, wygrana 30-23)
- 53 jardy - Clemson (17 października 1998, wygrana 48-0)
- 52 jardy - Wake Forest (16 października 1999, wygrana 33-10)

## Draft do NFL
Mimo że pozostał mu jeszcze jeden rok gry na Florydzie, Janikowski zdecydował się na wzięcie udziału w drafcie do NFL, w którym 15 kwietnia 2000 roku został wybrany w pierwszej rundzie (z numerem 17) przez Oakland Raiders. O docenieniu umiejętności Polaka świadczył fakt, że w historii ligi tylko dwóch innych placekickerów było wybranych w pierwszej kolejce naboru (Charlie Gogolak jako 6. w 1966 oraz Steve Little jako 15. w 1978).

## Kariera w NFL
Przydomki Sebastiana w NFL to "Lightning Feet" (Błyskawicowa Stopa), od imienia "Sea Bass" (Okoń), "Polish Cannon" (Polska Armata) oraz najczęstszy "The Polish Hammer" (Polski Młot).

### Sezon 2000
Janikowski zadebiutował w NFL 3 września 2000, w meczu przeciwko San Diego Chargers, który jego drużyna wygrała 9-6. Polak zdobył w tym spotkaniu swój pierwszy punkt po przyłożeniu (PAT) oraz spudłował 41-jardowy strzał na bramkę. W sezonie regularnym 2000 wystąpił w 14 meczach (w listopadzie opuścił dwa spotkania z powodu infekcji lewej stopy), zdobył 112 punktów (najwięcej w zespole i 9. miejsce wśród wszystkich zawodników ligi) oraz uzyskał 69% skuteczności w strzałach na bramkę trafiając 22 razy. Dzięki 12 zwycięstwom Raidersi ponownie - po 6 latach niepowodzeń - zakwalifikowali się do dalszej fazy rozgrywek. W półfinale konferencji pokonali Miami Dolphins 27-0 (9 punktów Polaka), ale w finale AFC przeciwko Baltimore Ravens ponieśli porażkę 3-16, a polski zawodnik był jedynym, który zdobył punkty dla swojej drużyny.
Jego rekordowym uderzeniem w sezonie był strzał z 54 jardów w wyjazdowym meczu z San Diego Chargers (29 października 2000, wygrana 15-13). Wcześniej jego najlepszymi wynikami były gole z 24, 37 i 47 jardów. Tego dnia oddał także 5 celnych strzałów na bramkę (zdobył wszystkie punkty drużyny) - osiągnięcie, które w późniejszej karierze udało mu się powtórzyć tylko dwa razy (w sezonach 2003 i 2007).

### Sezon 2001
Wystąpił w 15 meczach sezonu regularnego (nie zagrał w ostatnim przeciw New York Jets z powodu infekcji stopy, problemu, z którym borykał się już rok wcześniej), zdobył 23 field goale (przy 82-procentowej skuteczności) i uzbierał 111 punktów. Oakland uzyskali bilans 10-6 i po raz kolejny zagrali w turnieju finałowym. W pierwszej rundzie odnieśli zwycięstwo nad New York Jets 38-24 (12 punktów Janikowskiego), ale w półfinale AFC nie sprostali, mimo 7 punktów naszego kopacza, New England Patriots (13-16).

### Sezon 2002
Po raz pierwszy wystąpił we wszystkich meczach swojej drużyny. Zdobył 26 field goali, co było jego najlepszym wynikiem aż do roku 2009, gdy go wyrównał. Osiągnął 79-procentową skuteczność strzałów i uzbierał 128 punktów (zajął w tej kategorii 5. miejsce). Raiders z 11 zwycięstwami i 5 porażkami zajęli pierwsze miejsce w swojej dywizji i po raz trzeci (i do tej pory ostatni) awansowali do fazy pucharowej. W półfinale AFC pokonali New York Jets 30-10 (12 punktów Janikowskiego), a w finale Tennessee Titans 41-24 (11 punktów), dzięki czemu po raz pierwszy od 1984 stanęli przed szansą zdobycia mistrzostwa ligi.
Janikowski jest pierwszym i jak na razie jedynym Polakiem, który wystąpił w finale Super Bowl. Miało to miejsce 26 stycznia 2003 roku w 37. edycji tego trofeum na stadionie Qualcomm Stadium w San Diego, a rywalem Raiders była Tampa Bay Buccaneers. Polak zdobył gola w 5. minucie pierwszej kwarty dając Oakland prowadzenie 3-0, ale mecz zakończył się zwycięstwem przeciwników 48-21.
Był liderem ligi w klasyfikacji touchbacków (wykopnięcie piłki poza linię końcową boiska, po którym przeciwnik nie ma szans na kontratak i zdobycie punktów). Wykonał ich 22 wyprzedzając kolejnych zawodników w rankingu o 6 uderzeń.

### Sezon 2003
Kolejny sezon był znacznie słabszy, zarówno dla Janikowskiego, jak i jego drużyny. Raiders wygrali tylko 4 mecze i zajęli dopiero 3. miejsce w dywizji. Zawodnik zdobył 22 gole osiągając 88-procentową celność strzałów, ale 94 punkty było jego najsłabszym wynikiem w karierze, mimo że zagrał we wszystkich 16 meczach sezonu. Do pozytywnych aspektów nieudanego roku należały rekordowy, 55-jardowy gol zdobyty 2 listopada 2003 przeciwko Detroit Lions oraz 4 gole w jednej kwarcie (wyrównany rekord ligi) uzyskane przeciwko Chicago Bears (5 października 2003, porażka 21-24).
W tym ostatnim meczu po raz pierwszy w zawodowej karierze spudłował podwyższenie (po 147 celnych próbach).

### Sezon 2004
Trafił 25 z 28 strzałów na bramkę, uzyskując 89,3% skuteczności (czwarty wynik w lidze oraz najlepsze wówczas osiągnięcie w karierze, pobite w 2009). Po raz 4. w karierze zdobył ponad 100 punktów w sezonie (106, 15. miejsce w lidze). Dwukrotnie trafił z co najmniej 50 jardów, notując 12 grudnia 52-jardowy kop przeciwko Atlanta Falcons (porażka 10-35). Raiders wygrali tylko 5 meczów, zajmując ostatnie miejsce w czterozespołowej dywizji.
W wyjazdowym meczu z Denver Broncos (28 listopada, wygrana 25-24) po raz drugi w profesjonalnej karierze nie wykorzystał podwyższenia (strzał został zablokowany).

### Sezon 2005
Sezon 2005 był najsłabszym w karierze Polaka. Weteran trafił 20 z 30 field goali, osiągając 66.7 skuteczności. Spudłował aż 5 field goali z odległości 40-49 jardów, oraz żadnej z trzech prób z odległości 50+ jardów.

### Sezon 2006
Rok 2006 okazał się jednym z najsłabszych w jego karierze. Janikowski zdobył tylko 18 field goali (na 25 wykonywanych) i 16 podwyższeń, co dało mu 70 punktów (najmniej jako zawodowiec). Raiders wygrali zaledwie dwa mecze (najmniej od 1962 roku), okazując się najgorszą ekipą rozgrywek.
Tylko raz w sezonie trafił 3 field goale w jednym meczu (23 grudnia, porażka z Kansas City Chiefs 9-20). W meczu przeciwko Houston Texans (3 grudnia, porażka 14-23) nie trafił żadnego z 3 kopów na bramkę (w tym z 29 jardów). Przeciwko Denver Broncos (12 listopada, porażka 13-17) trafił z 55 jardów, ustanawiając swój rekord sezonu.

### Sezon 2007
Podczas meczu z Houston Texans (4 listopada 2007, porażka 17-24) był blisko pobicia rekordu NFL w długości field goala. Pod koniec pierwszej połowy wykonał kop z 64 jardów, ale piłka trafiła w prawy słupek około połowy jego wysokości i nie wpadła do bramki.

### Sezon 2008
W meczu przedsezonowym z Seattle Seahawks (29 sierpnia, porażka 16-23) jego 66-jardowe uderzenie nie doleciało do bramki (piłka przebyła 64 jardy).
Na sekundę przed końcem pierwszej połowy meczu 4. kolejki przeciwko San Diego Chargers (28 września, porażka 18-28) oddał strzał z 76 jardów, ale piłka nie osiągnęła nawet pola punktowego rywali. Była to największa odległość w historii NFL, z jakiej próbowano trafić do bramki.
Podczas dogrywki w meczu przeciwko New York Jets (19 października 2008 w Oakland) zdobył 57-jardowego field goala, czym dał swojej drużynie zwycięstwo 16-13, a także ustanowił rekord ligi, jeśli chodzi o najdłuższe uderzenie w tej części gry. Poprzedni rekord należał do Chrisa Jacke'a z Green Bay Packers (ustanowiony w 1996) i był o 4 jardy krótszy. Było to wówczas również najdłuższe uderzenie w historii klubu.
W meczu z Carolina Panthers (9 listopada, porażka 6-17), trafiając w 3. kwarcie do bramki z 45 jardów, stał się najskuteczniejszym graczem w historii Raiders (865 punktów).
W spotkaniu przeciwko New England Patriots (14 grudnia, porażka 26-49) jedna z jego prób podwyższenia została zablokowana (po raz 3. w NFL nie zdobył dodatkowego punktu).

### Sezon 2009
Podczas meczu 14. kolejki przeciwko Washington Redskins (13 grudnia, porażka 13-34) podjął próbę strzału z 66 jardów, ale piłka przeleciała tylko 60 i została przejęta przez obrońców. Dwie kolejki później (27 grudnia 2009) ustanowił rekord życiowy trafiając z 61 jardów w przegranym meczu z Cleveland Browns (9-23). Był to wówczas czwarty pod względem długości field goal w historii ligi.

### Sezon 2010
Podczas meczu z Denver Broncos (19 grudnia, wygrana 39-23) zastępując kontuzjowanego Shane'a Lechlera wykonał swój do tej pory jedyny w karierze punt. Polak uderzył słabo (na odległość 33 jardów, piłka nie przekroczyła linii środkowej boiska), ale na tyle skutecznie, że uniemożliwił Denver prawidłowy odbiór, co skończyło się odzyskaniem piłki przez jego drużynę.

### Sezon 2011
Sezon rozpoczął meczem przeciwko Denver Broncos (12 września, wygrana 23-20) wyrównując w nim rekord NFL trafieniem z 63 jardów (na rozgrzewce przed zawodami trafił między słupki z 70 jardów). Zdobył ponadto 11 punktów, a każdy z jego kick-offów (5) zakończył się touchbackiem. Podobnym osiągnięciem popisał się w następnym meczu (18 grudnia, porażka z Buffalo Bills 35-38), gdy zdołał posłać wszystkie 6 rozpoczynających grę kopnięć do strefy końcowej rywali. 25 września w meczu z New York Jets (wygrana 34-24) zdobył 10 punktów zdobywając gole z 54 i 49 jardów oraz pudłując z 56.
W meczu 5. kolejki przeciwko Houston Texans (9 października, wygrana 25-20) trafił wszystkie 4 strzały w tym trzy z co najmniej 50 jardów (54, 55 i 50) wyrównując rekord ligi i zdobywając 13 punktów. Przy okazji pobił rekord NFL Mortena Andersena w liczbie celnych field goali (8) z co najmniej 55 jardów.
Z powodu kontuzji lewego uda nie pojawił się na boisku w spotkaniu przeciwko Kansas City Chiefs (23 października 2011) przerywając tym samym serię 150 kolejnych występów w sezonie regularnym (poprzedni mecz, w którym nie zagrał, odbył się 6 stycznia 2002). 20 listopada przeciwko Minnesocie (wygrana 27-21) został zablokowany (po raz 7. w karierze) przy wykonywaniu 49-jardowego field goala. Tydzień później (12. kolejka, wygrana 25-20 z Chicago Bears) trafił wszystkie 6 field goali ustanawiając rekord klubu oraz zdobył 19 punktów (rekord życiowy, poprzedni - 16 - ustanowił w sezonie 2007).
W domowym meczu z Detroit Lions (15. kolejka, 18 grudnia) na kilka sekund przed końcem meczu przy stanie 28-27 dla gości podjął nieudaną (zablokowaną) próbę strzału z 65 jardów. Celne uderzenie dałoby Janikowskiemu rekord wszech czasów NFL w długości field goala, a jego walczącej o udział w play-offach drużynie bardzo ważne zwycięstwo i pozycję lidera dywizji. W przedostatniej kolejce ligi, 24 grudnia przeciwko Kansas City Chiefs (wygrana 16-13), zdobył 10 punktów trafiając 3 z 4 field goali, w tym zwycięskiego, 36-jardowego, w dogrywce meczu.
27 grudnia 2011 ogłoszono, że Janikowski został po raz pierwszy w karierze wybrany w głosowaniu kibiców do tradycyjnego meczu gwiazd Pro Bowl, który odbędzie się 29 stycznia 2012 w Honolulu.
Podczas ostatniej kolejki, w meczu przeciwko San Diego Chargers (1 stycznia 2012) zdobył 14 punktów (trafił wszystkie 4 field goale, w tym 52-jardowy), ale jego drużyna przegrała u siebie 26-38 i ostatecznie nie zakwalifikowała się do play-offów.
Zakończył sezon ze 129 punktami (drugi wynik w karierze) w 15 meczach trafiając 31 field goali (spudłował 4, skuteczność 88,6%), w tym 7-krotnie (na 10 prób) z co najmniej 50 jardów (najlepszy wynik w karierze, trzeci wynik w historii ligi).
Na początku stycznia 2012 został wybrany po raz pierwszy w karierze do drugiej drużyny sezonu (The Associated Press All-Pro Team) przegrywając głosowanie z Davidem Akersem z San Francisco 49ers.
Podczas meczu gwiazd Pro Bowl rozegranego 29 stycznia 2012, który zakończył się zwycięstwem AFC nad NFC 59-41, zdobył 11 punktów trafiając 37-jardowego field goala (dał prowadzenie swojej drużynie 31-28) oraz wykonując bezbłędnie 8 podwyższeń, czym o jedno trafienie poprawił rekord Pro Bowl.

### Sezon 2012
W pierwszym meczu sezonu (10 września, porażka z San Diego Chargers 14-22) po raz 37. w karierze trafił do bramki z co najmniej 50 jardów, zbliżając się do rekordzisty, Jasona Hansona, na 13 uderzeń. W 3. tygodniu rozgrywek (23 września), w ostatniej akcji meczu przeciwko Pittsburgh Steelers trafił 43-jardowego field goala, dając Raiders pierwsze zwycięstwo w sezonie (34-31). Tego dnia został również rekordzistą Raiders w liczbie celnych podwyższeń (396), wyprzedzając poprzedniego lidera, George’a Blandę. W spotkaniu z Denver Broncos (30 września, porażka 6-37) zdobył swojego 300. field goala w meczach sezonu regularnego NFL. W 6. tygodniu (14 października, porażka z Atlanta Falcons 20-23) po raz 38. w karierze trafił z ponad 50 jardów.
W 7. tygodniu rozgrywek, w meczu przeciwko Jacksonville Jaguars, trafił 4 field goale, w tym jeden w dogrywce (w sumie uzyskał 14 punktów), dając Oakland zwycięstwo 26-23. W ostatnich sekundach 4. kwarty, przy stanie 23-23, podjął próbę strzału z 64 jardów, ale piłka nie doleciała do bramki. W meczu tym wykonał swoje 400. celne podwyższenie w sezonie regularnym NFL, stając się 36. zawodnikiem w historii ligi, który dokonał tej sztuki. Stał się też klubowym liderem wszech czasów w liczbie wykonanych podwyższeń (404), dystansując George’a Blandę.
Został wybrany najlepszym graczem miesiąca (za październik) spośród zawodników formacji specjalnych w swojej konferencji (AFC). Wyróżnienie to otrzymał 4. raz w karierze (wcześniej we wrześniu i listopadzie 2011 roku oraz wrześniu 2001).
W 12. tygodniu rozgrywek (25 listopada, porażka z Cincinnati Bengals 10-34) trafił do bramki z 55 jardów, poprawiając swój najlepszy wynik w sezonie. Był to jego 39. celny strzał z co najmniej 50 jardów, czym awansował na 4. miejsce listy wszech czasów.
Podczas 13. tygodnia (2 grudnia, porażka z Cleveland Browns 17-20) rozegrał swój 200. mecz w sezonie regularnym NFL oraz zdobył gola z 51 jardów, dzięki czemu awansował na 3. miejsce listy wszech czasów pod względem celnych strzałów z co najmniej 50 jardów. W ostatnich sekundach pierwszej połowy wykonał nieudany strzał z 61 jardów.
W meczu 15. tygodnia przeciwko Kansas City Chiefs (16 grudnia, wygrana 15-0) zdobył wszystkie punkty swojego zespołu, trafiając 5 field goali (po raz 5. w zawodowej karierze), w tym dwa z co najmniej 50 jardów (50, 57 - osobisty rekord sezonu), co pozwoliło mu awansować na drugie miejsce listy wszech czasów pod tym względem (ma ich 42, liderem jest Jason Hanson z 52). W spotkaniu tym nie wykorzystał strzału z 51 jardów oraz oddał swój 400. strzał na bramkę w sezonie regularnym NFL (jako 26. zawodnik w historii). Za występ w meczu z Kansas został - po raz 7. w karierze - wybrany graczem tygodnia AFC spośród zawodników formacji specjalnych.
Sezon zakończył z rekordową dla siebie celnością strzałów, która wyniosła 91,2% (31 celnych/34 oddane). Poprzedni najlepszy wynik - 89,7% (26/29) - ustanowił w 2009 roku.

### Sezon 2013
W sierpniu, przed rozpoczęciem swojego 14. sezonu w NFL, przedłużył kontrakt z Raidersami o kolejne 4 lata.

### Sezon 2014
Sezon 2014 nie był udany dla Janikowskiego. Placekicker trafił tylko 19 z 22 strzałów na bramkę. Spudłował jeden strzał z odległości 40-49 jardów, oraz dwa z odległości 50+ jardów. 

### Sezon 2015
Podczas meczu przeciwko San Diego Chargers (24 grudnia, wygrana 23-20) po raz 52. trafił do bramki z co najmniej 50 jardów, wyrównując rekord NFL należący do Jasona Hansona.

### Sezon 2016
Wychodząc na boisko podczas meczu przeciwko New Orleans Saints (11 września, wygrana 35-34), zanotował 17. sezon w barwach Raiders, czym ustanowił rekord klubu. Poprzedni należał do wide receivera Tima Browna, który bronił barw "Najeźdźców" w sezonach 1988-2003. W tym samym meczu trafił do bramki rywali po raz 386. i 387. w karierze (licząc tylko sezony regularne), co pozwoliło mu awansować na 9. miejsce listy najskuteczniejszych zawodników w historii ligi.
Podczas trzeciego tygodnia rozgrywek (25 września, wygrana z Tennessee Titans 17-10) Janikowski po raz 53. w karierze trafił do bramki z co najmniej 50 jardów (oddał w sumie 94 strzały), ustanawiając nowy rekord NFL i wyprzedzając długoletniego lidera Jasona Hansona. Rekordowe uderzenie było jednocześnie jego pięćsetnym kopem wykonanym w lidze (licząc także mecze w play-off).

### Sezon 2017
Tuż przed rozpoczęciem rozgrywek (9 września) został umieszczony na liście kontuzjowanych (bóle kręgosłupa) i pozostał na niej do końca sezonu. 15 lutego 2018 roku kierownictwo Raiders ogłosiło, że nie przedłuży wygasającego 14 marca kontraktu z Janikowskim. Ostatniego dnia sezonu 2017 zainteresowanie nim wyrazili Los Angeles Chargers, ale nie doszło do podpisania umowy.

### Sezon 2018
13 kwietnia 2018 został zakontraktowany na rok przez Seattle Seahawks. 20 sierpnia, po serii treningów i meczów przedsezonowych, kierownictwo Seahawks zdecydowało się powierzyć Janikowskiemu pozycję kopacza na nadchodzący sezon.
Podczas debiutu w barwach Seahawks (przegrana z Denver Broncos 24-27, 9 września) zanotował 6 punktów, zdobywając gola z 35 jardów oraz zaliczając trzy podwyższenia. Pod koniec drugiej kwarty nie trafił do bramki z 51 jardów, jednak w wyniku pięciojardowej kary dla Broncos nakazano powtórkę strzału, tym razem z 46 jardów, która także zakończyła się niepowodzeniem. Janikowski stał się 11. graczem w historii NFL, który uzyskał 1800 punktów w karierze (uwzględniając tylko sezon regularny). W drugim tygodniu rozgrywek (17 września), podczas wyjazdowego spotkania z Chicago Bears (porażka 17-24), zdobył gola z 56 jardów i był to jego 56. celny strzał z co najmniej 50 jardów w karierze (rekord NFL). W czwartym tygodniu (30 września) w ostatniej akcji wyjazdowego meczu przeciwko Atlanta Falcons zdobył gola z 52 jardów, dając swojej drużynie zwycięstwo 20-17. Wcześniej trafił do bramki z 40 jardów oraz spudłował uderzenia z 38 i 52 jardów. W sumie zdobył 8 punktów (miał także dwa podwyższenia).
Wraz z końcem kontraktu (13 marca 2019 roku) stał się wolnym zawodnikiem. Półtora miesiąca później (29 kwietnia) ogłosił zakończenie profesjonalnej kariery.

### Statystyki w sezonie regularnym NFL
| Sezon              | Klub               | Mecze                           | XP celne                        | XP oddane                       | XP skuteczność w %              | FG celne                        | FG oddane                       | FG skuteczność w %              | Najdłuższy celny kop w jardach  | Punkty                          |
| ------------------ | ------------------ | ------------------------------- | ------------------------------- | ------------------------------- | ------------------------------- | ------------------------------- | ------------------------------- | ------------------------------- | ------------------------------- | ------------------------------- |
| 1999/2000          | Oakland Raiders    | 14                              | 46                              | 46                              | 100                             | 22                              | 32                              | 68,8                            | 54                              | 112                             |
| 2000/2001          | Oakland Raiders    | 15                              | 42                              | 42                              | 100                             | 23                              | 28                              | 82,1                            | 52                              | 111                             |
| 2001/2002          | Oakland Raiders    | 16                              | 50                              | 50                              | 100                             | 26                              | 33                              | 78,8                            | 51                              | 128                             |
| 2002/2003          | Oakland Raiders    | 16                              | 28                              | 29                              | 96,6                            | 22                              | 25                              | 88,0                            | 55                              | 94                              |
| 2003/2004          | Oakland Raiders    | 16                              | 31                              | 32                              | 96,9                            | 25                              | 28                              | 89,3                            | 52                              | 106                             |
| 2004/2005          | Oakland Raiders    | 16                              | 30                              | 30                              | 100                             | 20                              | 30                              | 66,7                            | 49                              | 90                              |
| 2005/2006          | Oakland Raiders    | 16                              | 16                              | 16                              | 100                             | 18                              | 25                              | 72,0                            | 55                              | 70                              |
| 2006/2007          | Oakland Raiders    | 16                              | 28                              | 28                              | 100                             | 23                              | 32                              | 71,9                            | 54                              | 97                              |
| 2007/2008          | Oakland Raiders    | 16                              | 25                              | 26                              | 96,2                            | 24                              | 30                              | 80,0                            | 57                              | 97                              |
| 2008/2009          | Oakland Raiders    | 16                              | 17                              | 17                              | 100                             | 26                              | 29                              | 89,7                            | 61                              | 95                              |
| 2009/2010          | Oakland Raiders    | 16                              | 43                              | 43                              | 100                             | 33                              | 41                              | 80,5                            | 59                              | 142                             |
| 2010/2011          | Oakland Raiders    | 15                              | 36                              | 36                              | 100                             | 31                              | 35                              | 88,6                            | 63                              | 129                             |
| 2011/2012          | Oakland Raiders    | 16                              | 25                              | 25                              | 100                             | 31                              | 34                              | 91,2                            | 57                              | 118                             |
| 2012/2013          | Oakland Raiders    | 16                              | 37                              | 37                              | 100                             | 21                              | 30                              | 70,0                            | 53                              | 100                             |
| 2013/2014          | Oakland Raiders    | 16                              | 28                              | 28                              | 100                             | 19                              | 22                              | 86,4                            | 57                              | 85                              |
| 2014/2015          | Oakland Raiders    | 16                              | 38                              | 39                              | 97,4                            | 21                              | 26                              | 80,8                            | 56                              | 101                             |
| 2015/2016          | Oakland Raiders    | 16                              | 37                              | 39                              | 94,9                            | 29                              | 35                              | 82,9                            | 56                              | 124                             |
| 2016/2017          | Oakland Raiders    | Nie wystąpił z powodu kontuzji. | Nie wystąpił z powodu kontuzji. | Nie wystąpił z powodu kontuzji. | Nie wystąpił z powodu kontuzji. | Nie wystąpił z powodu kontuzji. | Nie wystąpił z powodu kontuzji. | Nie wystąpił z powodu kontuzji. | Nie wystąpił z powodu kontuzji. | Nie wystąpił z powodu kontuzji. |
| 2017/2018          | Seattle Seahawks   | 16                              | 48                              | 51                              | 94,1                            | 22                              | 27                              | 81,5                            | 56                              | 114                             |
| Łącznie w karierze | Łącznie w karierze | 284                             | 605                             | 614                             | 98,5                            | 436                             | 542                             | 80,4                            | 63                              | 1913                            |

### Play-offy
| Sezon              | Klub               | Mecze | XP celne | XP oddane | XP skuteczność w % | FG celne | FG oddane | FG skuteczność w % | Najdłuższy celny kop w jardach | Punkty |
| ------------------ | ------------------ | ----- | -------- | --------- | ------------------ | -------- | --------- | ------------------ | ------------------------------ | ------ |
| 1999/2000          | Oakland Raiders    | 2     | 3        | 3         | 100                | 3        | 4         | 75,0               | 36                             | 12     |
| 2000/2001          | Oakland Raiders    | 2     | 4        | 4         | 100                | 5        | 5         | 100                | 45                             | 19     |
| 2001/2002          | Oakland Raiders    | 3     | 8        | 8         | 100                | 6        | 7         | 85,7               | 43                             | 26     |
| 2015/2016          | Oakland Raiders    | 1     | 2        | 2         | 100                | 0        | 0         | —                  | —                              | 2      |
| 2017/2018          | Seattle Seahawks   | 1     | 0        | 0         | —                  | 2        | 3         | 66,7               | 42                             | 6      |
| Łącznie w karierze | Łącznie w karierze | 9     | 17       | 17        | 100                | 16       | 19        | 84,2               | 45                             | 65     |

## Rekordy
Jest rekordzistą Raidersów w kategorii "najlepsza skuteczność field goali w całej karierze" (78% do sezonu 2009), w liczbie zdobytych punktów w historii klubu (1142) i w jednym sezonie (142, ustanowiony w 2010) oraz w liczbie celnych strzałów w historii (274). Jest autorem 8 najdłuższych celnych uderzeń na bramkę w historii Raiders (a także 18 z 20 najdłuższych).
W lutym 2010 roku podpisał nową umowę z Oakland Raiders na cztery lata, o rekordowej wartości 16 mln dolarów. Jest to kontrakt zawodnika występującego na pozycji kickera o wartości najwyższej w historii ligi NFL.
Podczas meczu przeciwko Denver Broncos (12 września 2011 w Denver) zdobył 63-jardowego field goala, czym wyrównał rekord NFL. Został tym samym pierwszym graczem w historii ligi (do tej pory dzielił rekord z 7 innymi zawodnikami), który wykonał 2 celne kopnięcia z co najmniej 60 jardów (61 i 63). W sumie próbował już ośmiu ponad 60-jardowych strzałów na bramkę (najczęściej w historii NFL) pięciokrotnie pudłując (61, dwukrotnie 64, 66 i 76 jardów), a raz będąc zablokowanym (65).
Rekordy NFL ustanowione przez Janikowskiego (stan na 17 grudnia 2012):
- Najdłuższy celny kop na bramkę - 63 jardy (dzielony z 3 graczami)
- Najdłuższy celny kop na bramkę w dogrywce - 57 jardów
- Najwięcej celnych kopów na bramkę w kwarcie - 4 (dzielony z 7 graczami)
- Najwięcej celnych kopów na bramkę z co najmniej 60 jardów - 2
- Najwięcej oddanych kopów na bramkę z co najmniej 60 jardów - 9
- Najwięcej celnych kopów na bramkę z co najmniej 55 jardów - 10
- Najwięcej celnych kopów na bramkę z co najmniej 50 jardów w jednym meczu - 3 (dzielony z 7 graczami)
- Najwięcej podwyższeń (extra points) w Meczu Gwiazd NFL (Pro Bowl) - 8[9] (dzielony z 1 graczem)
- Najdłuższy oddany kop na bramkę - 76 jardów

Niektóre rekordy Oakland Raiders ustanowione przez Janikowskiego (stan na 22 października 2012):
- Najwięcej punktów w historii klubu: 1322
- Najwięcej celnych kopów na bramkę w historii klubu: 307
- Najwięcej oddanych kopów na bramkę w historii klubu: 383
- Najwięcej celnych podwyższeń w historii klubu: 401
- Najwięcej wykonanych podwyższeń w historii klubu: 404
- Najwięcej punktów w jednym sezonie: 142
- Najwięcej celnych podwyższeń w meczu: 8
- Najwięcej celnych kopów na bramkę w meczu: 6
- Najwięcej sezonów z największą liczbą punktów w zespole: 12